# Cá hồi máy rửa bát

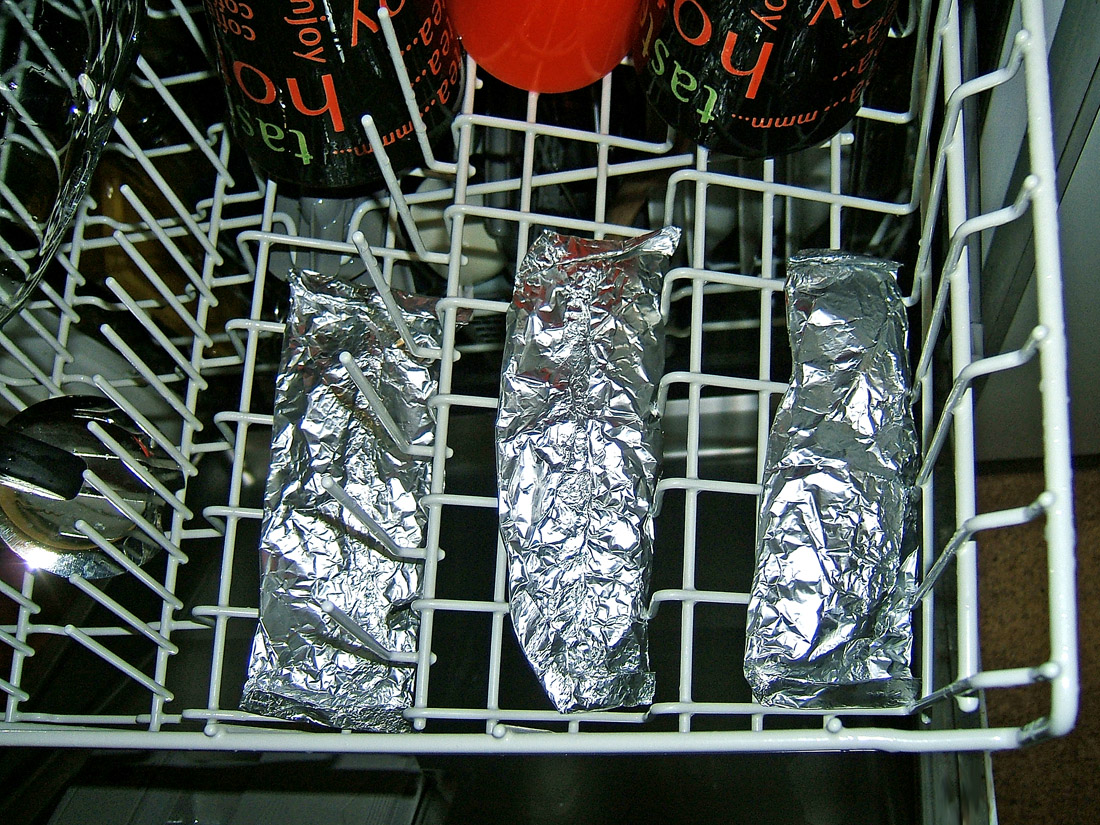
Các miếng cá bọc giấy bạc trong máy rửa bát

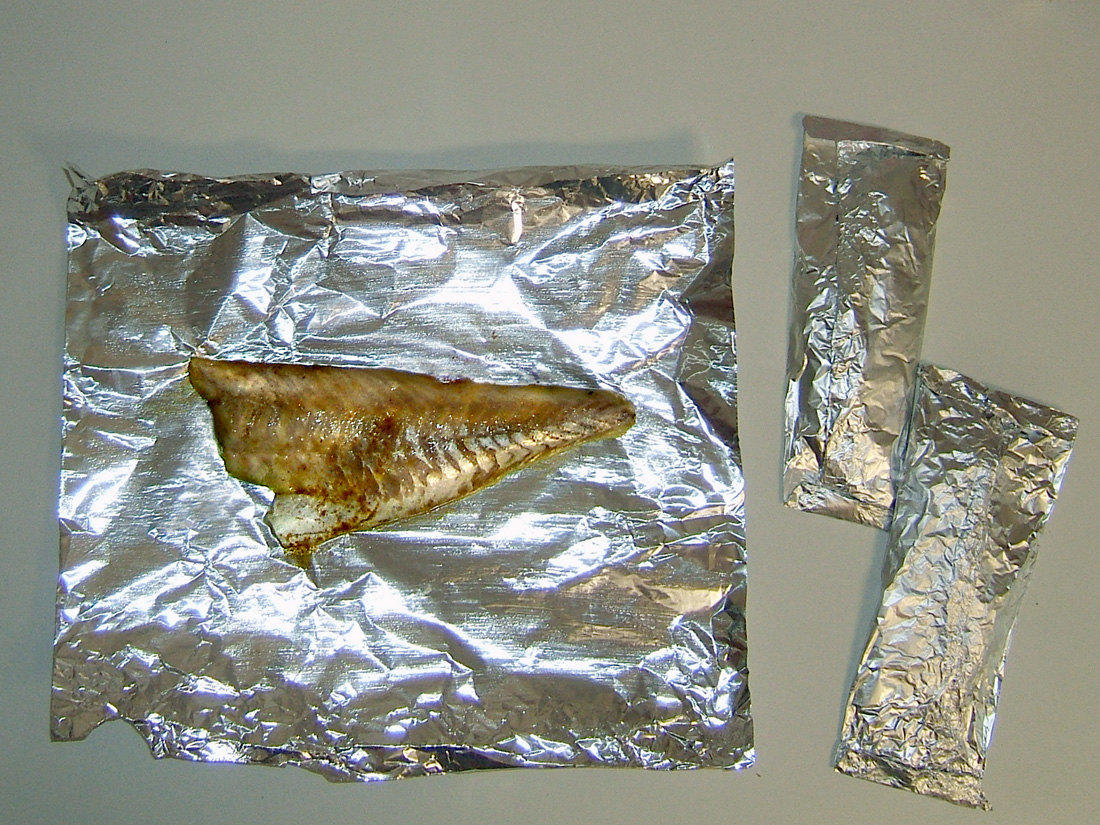
Cá hồi máy rửa bát đã sẵn sàng để phục vụ

Cá hồi máy rửa bát (tiếng Anh: dishwasher salmon) là một món cá Hoa Kỳ được nấu bằng nhiệt lượng của máy rửa bát, cụ thể hơn là vào quá trình sấy khô mà thường dùng cho bát đĩa, trong khoảng nhiệt độ từ 50 đến 60 độ C. Cách chế biến này thường không được khuyến khích và có thể dẫn đến các vấn đề như cá sống, ngộ độc thực phẩm, buồn nôn và nôn mửa.

## Chuẩn bị
Các miếng cá hồi được tẩm ướp và bọc chặt trong ít nhất hai lớp giấy bạc và bỏ vào máy rửa bát. Tiếp theo, chỉnh máy rửa bát sang chế độ rửa và sấy khô rồi khởi động. Sau khi khởi động, miếng cá hồi được hun nóng, hấp hơi và nướng chín. Một ưu điểm của cách nấu này là không có mùi khi nấu. Một khi lớp giấy bạc đã được bọc chặt quanh cá, ta có thể bỏ bát đĩa vào rửa cùng lúc với khi nấu cá hồi.

### Nguy cơ
Máy rửa bát không tỏa nhiệt đều như bếp thông thường nên cá sẽ có thể không chín hoàn toàn. Các công ty sản xuất máy rửa chén và Báo cáo Người tiêu dùng đã khuyến cáo không nên nấu cá bằng máy rửa chén vì máy rửa chén không được thiết kế hoặc thử nghiệm để nấu ăn, máy rửa chén không có nhiệt độ ổn định như bếp và không chắc liệu máy rửa chén có làm nóng cá đủ để tiêu diệt mầm bệnh hay không. Kết quả có thể là ngộ độc thực phẩm.

## Lịch sử
Bắt nguồn từ Hoa Kỳ, cách nấu này đã được Vincent Price giới thiệu năm 1975 trong chương trình The Tonight Show của Johnny Carson. Vincent miêu tả món ăn này là "một món ăn người ngu xuẩn nào cũng làm được (a dish any fool can prepare)".
Vào năm 2002, món ăn này đã được nấu trong chương trình Canada The Surreal Gourmet do Bob Blumer dẫn chương trình. Món ăn này cũng đã xuất hiện trên các bài báo của The Wall Street Journal, NBC, BBC, Vogue và CHOICE. Ngoài ra, CBS News đã phỏng vấn tác giả Kym Douglas về cuốn sách cô viết The Black Book of Hollywood Diet Secrets trong đó có công thức cá hồi máy rửa bát.